# المن (ویسکانسین)
المن، ویسکانسین (به انگلیسی: Almon, Wisconsin) یک شهرک در ایالات متحده آمریکا است که در شهرستان شاوانو، ویسکانسین واقع شده‌است.

## خصوصیات
المن ۹۱٫۱ کیلومترمربع مساحت و ۵۹۱ نفر جمعیت دارد و ۳۵۲ متر بالاتر از سطح دریا واقع شده‌است.